# Los 40 (España)
Los 40 (estilizado como LOS40; anteriormente, Los 40 Principales) es una cadena de radio española de temática musical, que emite solo música actual y de los últimos años, principalmente pop, dance, electropop, electrolatino y reguetón. Pertenece al grupo Prisa Radio y es la radio temática pionera y más escuchada de España, con alrededor de 2 928 000 oyentes. Cuenta con versiones en otros diez países, que la convierten en la primera radio musical de ámbito internacional en España e Hispanoamérica. Los 40 es una emisora dirigida a gente comprendida entre una edad de doce a treinta años, es decir, principalmente referida a un sector juvenil. El «estilo 40» está basado en un lenguaje ágil, dinámico, juvenil, desenfadado, destinado a un público muy joven donde compiten en importancia la música, la información musical y la forma de presentar las canciones. Se puede sintonizar a través de los diales FM, la emisión nacional de TDT, streaming y aplicaciones móviles.

## Historia
En un primer momento, comenzó como un programa musical titulado Los 40 principales en la emisora Radio Madrid, de Cadena SER. Después, el programa acabó emitiéndose en diez emisoras de la cadena. Al principio tenía una duración de dos horas, después fueron cuatro, y más tarde ocho horas, cuando el programa se pasó a la edición semanal los sábados. El programa se grababa, se enviaba a las emisoras de Cadena SER por la geografía española y éstas lo emitían, todas a la vez, a la hora pactada. Debido al éxito del programa, sobre todo entre los jóvenes, cada vez copaba más horas de programación y comenzaba a crearse su estilo propio, el «estilo 40» basado en un lenguaje juvenil, desenfadado, destinado a un público muy joven donde compiten en importancia la música, la información musical y la forma de presentar el disco. La onda media fue fundamental para transmitir ese «estilo 40», ya que, no debemos olvidar, la FM la sintonizaba una minoría y los sábados por la tarde las emisoras de onda media emitían ocho horas de Los 40 donde los oyentes podían elegir el número 1.
Gracias a los éxitos del programa, y al aumento de emisoras y receptores de FM, Los 40 fue incrementando su duración diaria hasta llegar en 1979 a las 24 horas de emisión diarias en nuevas emisoras de radiofórmula 40, aún pertenecientes a la Cadena SER. En 1985 empezaron a emitir vía satélite y, en la temporada 1987-1988, se constituyeron como cadena de radio, la Cadena 40, ahora independiente de la Cadena SER, pero todavía bajo el control del Grupo Prisa, a quien pertenecen ambas cadenas.
Los 40 recibió el Premio Ondas en la categoría de premio nacional de radio en 1985. Antes, en 1982, lo recibió Pepe Cañaveras. En 1998 recibieron sendos Premios Ondas Joaquín Luqui como mejor presentador de programa musical y Del 40 al 1 como mejor programa especializado en televisión. El programa En tu casa o en la mía consiguió en 2000 el Premio Ondas al programa de radio más innovador, original y por su servicio a la sociedad. En 2003, Juanma Ortega recibe la Antena de Oro como presentador del despertador Anda ya!, que también recibió el Premio Ondas a la innovación radiofónica en 2004. En 2010, Frank Blanco es galardonado con la Antena de Oro de la Federación de Asociaciones de Radio y Televisión de España. En 2013, Yu: No te pierdas nada consiguió el Premio Ondas a la innovación radiofónica. En septiembre de 2015, nace 40 Global Show, un nuevo programa emitido en once países, que reúne toda la actualidad musical mundial de la mano de Tony Aguilar. Además cuenta con la conexión directa entre las distintas emisoras de Los 40 en España y Latinoamérica.
El 14 de mayo de 2016, Los 40 aprovecha el festival Primavera Pop para anunciar un gran cambio en la emisora y en el mundo de la música. A las 20:00 de ese día, en la Plaza Mayor de Madrid, se anunció y se mostró a todo el público la nueva imagen de Los 40 y se dio la noticia de que el nombre Los 40 Principales dejaba de existir para comenzar a llamarse simplemente Los 40, perdiendo así el apellido. De esta manera también se estrenaba un nuevo logotipo que, al instante, lucía en todas las redes sociales y en la web de Los 40, con un eslogan global: Music Inspires Life (La música inspira la vida).
En abril de 2018, se volvió al eslogan anterior, Todos los éxitos.

### Cronología
- 1966. El 18 de julio nace en Radio Madrid de Cadena SER el programa de radio Los 40 Principales, predecesor del actual Del 40 al 1 e inaugurador de la lista 40. Su primer número 1 es Monday, Monday de The Mamas & the Papas. Pronto se extiende a diez emisoras más de Cadena SER.[5]
- 1979. Se convierten en pioneros en el sistema de radiofórmulas al inaugurarse las primeras emisoras exclusivas de Los 40 Principales, si bien estas aún son parte de la Cadena SER.
- 1985. Celebración de las 1000 primeras semanas en antena el sábado 2 de noviembre. Alcanzó el Número 1 Dancing In The Street de David Bowie & Mick Jagger. Comienza la emisión por toda España de 40 vía satélite.[5]
- 1987. Las emisoras de Los 40 Principales se independizan de Cadena SER y se constituyen como Cadena 40 Principales.
- 1988. Se convierten en la emisora más escuchada de España por delante de las emisoras convencionales. Rozan los 5 000 000 de oyentes.
- 1990. Comienzan las emisiones vía satélite de la cadena. Se convierte en la primera emisora musical en distribuir sus contenidos con sonido estéreo y digital para todas sus delegaciones locales en España. Comienza a emitirse regularmente por televisión la lista Del 40 al 1 en Canal+, presentada por Fernandisco.
- 1991. Celebran el 25.º Aniversario. En septiembre de ese mismo año, uno de sus locutores más afamados, José Antonio Abellán, abandona la emisora.
- 1992. Su creador y único director hasta entonces, Rafael Revert, abandona la emisora. El nuevo director, Luis Merino, da un giro a la emisora para enfocarla a un público menor de 25 años y acaparar el mercado entre 16 y 20 años. Comienza la emisión de sonido digital.[5]
- 1996. Están por primera vez presentes en internet. Javier Pons sustituye a Luis Merino en la dirección de la radiofórmula.
- 1997. Ve la luz la Tarjeta 40 en colaboración con La Caixa.
- 1998 El 1 de septiembre se pone en marcha el canal de televisión 40 TV, en la plataforma Canal Satélite Digital, actual Canal+.
- 2000. Jaume Baró se hace cargo de la dirección de la emisora.
- 2004. Se comercializa por primera vez la Revista 40.
- 2005. Comienza a emitir a través de la TDT en abierto 40 Latino, versión con canciones en castellano de 40 TV que ya se emitía anteriormente por Digital+.
- 2006. Se celebra el 40.º aniversario de la emisora. La Oreja de Van Gogh rompe el récord de audiencia con el estreno de su sencillo Muñeca de trapo. Nacen los Premios 40 Principales.
- 2007. Se unen a los Premios 40 Principales México, Guatemala, Costa Rica, Colombia, Argentina y Chile.
- 2010. El 15 de mayo a las 07:00 se produce un cambio sustancial en el reloj de programación en radiofórmula en España, con la emisión de bloques ininterrumpidos de música sin publicidad, en los primeros 40 minutos de cada hora. Los otros 20 minutos restantes son divididos en cuatro bloques publicitarios, dos de emisión nacional y dos desconexiones locales, acompañados de dos o tres canciones editadas. A comienzos de agosto se introduce un nuevo cambio horario. Se ofrecen 47 minutos de éxitos a la hora.
- 2011. A principios de octubre, y debido a la falta de dinero, el grupo PRISA (propietario de Cadena Ser, Cadena 40 Principales y Cadena Dial, que compartían frecuencia en la TDT) cede su frecuencia a Mediaset España. Desde entonces las tres cadenas cesaron sus emisiones en TDT, aunque en las demás plataformas siguen emitiendo con normalidad. En mayo se estrena la aplicación 40 Principales para iPhone, Android y BlackBerry.
- 2012. En noviembre nacen los Premios 40 Principales America en Veracruz, México y se independizan así de los Premios 40  realizados en Madrid.
- 2014. A principios de esta temporada, el Morning Show 'Anda ya' hasta ahora presentado por Xavi Rodríguez, ficha al 'Gallo Máximo' para capitanear las mañanas de la cadena. También se recupera la marca Lo+40 de la mano de Xavi Martínez.
- 2015. Los 40 Principales es la emisora musical de mayor audiencia en España, pero pierde un 17,8 % de audiencia en un año y se queda con 2 940 000 oyentes en 2015.
- 2016. En mayo, en el año de celebración del 50 aniversario, Los 40 Principales pierde su apellido y pasa a llamarse solamente LOS40, y presenta un nuevo logo, a la vez se presentan Los 40 Music Awards (antiguos Premios 40 Principales). Eva Cebrián, lidera el cambio de era de Los 40.
- 2017. Los 40 sigue perdiendo audiencia quedándose con 2 871 000 oyentes.[6] Para intentar frenar la caída vuelve a emitir en TDT gracias a un acuerdo con TEN y se renuevan caras para la nueva temporada (2016-2017): Los 40 trending con Arturo Paniagua y Anda ya con la nueva copresentadora junto a Dani Moreno (presentador principal) Cristina Boscá, que deja Fórmula 40 por Anda ya. La aplicación de LOS40, estrenada en mayo de 2011, se renueva añadiendo cuatro nuevas radio en línea y mejorando su diseño y fiabilidad. También se renueva el reproductor web. Entre los meses de agosto y julio de 2017, arranca la gira Los 40 Summer Live, el mayor tour musical español hecho hasta entonces. Cuenta con la actuación de cantantes famosos y los propios DJs de Los 40.
- 2018. Los 40 consigue recuperar parte de la audiencia perdida en las anteriores oleadas del EGM quedándose con 2 935 000 oyentes.[7] A mediados del mes de abril dejan atrás el eslogan "Music Inspires Life" que utilizaron desde el cambio de marca y logotipo en 2016, para volver al utilizado anterior "Todos Los Éxitos".
- 2019. Yu No Te Pierdas Nada, y su presentador Dani Mateo dejan LOS40 tras 6 años de programa, que arranca nueva aventura en Europa FM.
- 2020. El 30 de agosto de este mismo año, Luis López anuncia en sus redes sociales su retiro por motivos personales del programa radiofónico World Dance Music tras 18 años de dirección y conducción cuyo programa es emitido tanto en España como en Latinoamérica, y después de 28 años de labor en Los 40. Confirmándose que su reemplazo desde el mes de septiembre de 2020 sería para el madrileño José Luis Garaña de los Cobos más conocido como DJ Nano.

## El número uno de Los 40
El número uno de Los 40 es la canción más importante de la lista de éxitos cada semana, esto lo deciden los oyentes de la emisora con sus votos a través de llamadas telefónicas y en la web de Los 40. El voto por la web es gratuito, pero solo permite hasta un máximo de cinco votos por semana a cinco canciones distintas, un voto por canción. Antiguamente, la votación se hacía mediante llamadas telefónicas a las diferentes emisoras donde se emitía el programa a lo largo de la semana, y más recientemente y hasta el 26 de mayo de 2012 se utilizaron mensajes SMS Premium para enviar los votos. Los votos por teléfono permiten votar también por los candidatos, mientras los votos en web sólo permiten votar por quien ya está en la lista. El nuevo número 1, junto con toda la nueva lista, se da a conocer en el programa Del 40 al 1 cada sábado de 10:00 a 14:15, programa que se emite simultáneamente en directo en todas las emisoras radiofónicas de Los 40 y en streaming a través de los40.com,  y presentado por Tony Aguilar. El primer número 1 de la historia de Los 40 fue Monday Monday de The Mamas & the Papas el 18 de julio de 1966. Desde entonces, miles de canciones han sido número uno en las varias décadas de existencia de la lista.
Durante los 17 últimos años, las canciones que más veces han sido número 1 de Los 40 en cada año son:
- 2007: Las de la intuición de Shakira durante 8 semanas no consecutivas.
- 2008: Ella elle l'a de Kate Ryan durante 5 semanas no consecutivas.
- 2009: Colgando en tus manos de Carlos Baute & Marta Sánchez durante 7 semanas no consecutivas.
- 2010: Waka Waka (Esto es África) de Shakira con Freshlyground durante 6 semanas no consecutivas.
- 2011: Give me everything de Pitbull con Ne-Yo, Afrojack y Nayer se mantuvo durante 6 semanas no consecutivas.
- 2012: Someone like You de Adele durante 5 semanas no consecutivas (más una en la última semana de 2011).
- 2013: Wrecking Ball de Miley Cyrus durante 4 semanas no consecutivas.
- 2014: Happy de Pharrell Williams durante 4 semanas no consecutivas.
- 2015: Uptown Funk de Mark Ronson con Bruno Mars, Love Me Like You Do de Ellie Goulding, Hello de Adele, todas durante 3 semanas consecutivas.
- 2016: One Dance de Drake, Kyla y Wizkid y Can't Stop the Feeling! de Justin Timberlake, durante 3 semanas no consecutivas.
- 2017: Ed Sheeran, con la canción Shape of You, consigue el número uno durante cuatro semanas no consecutivas.
- 2018: Lo malo de Aitana Ocaña y Ana Guerra, La cintura de Álvaro Soler, Girls like you de Maroon 5 con Cardi B y One Kiss de Calvin Harris y Dua Lipa lograron mantener el número uno por 3 semanas no consecutivas.
- 2019: Señorita de Shawn Mendes y Camila Cabello estuvo en el número uno durante 3 semanas consecutivas.
- 2020: Blinding Lights de The Weeknd, Tabú de Pablo Alborán con Ava Max, Tusa de Karol G con Nicki Minaj y Hawái de Maluma lograron mantener el número uno por 3 semanas no consecutivas.
- 2021: Todo de ti de Rauw Alejandro y Easy on Me de Adele lograron mantenerse en el número uno por 4 semanas no consecutivas.
- 2022: Tacones rojos de Sebastián Yatra, As It Was de Harry Styles, Te felicito de Shakira con Rauw Alejandro, Provenza de Karol G, Despechá de Rosalía, Quevedo: BZRP Music Sessions, Vol. 52 de Bizarrap y Quevedo y La bachata de Manuel Turizo lograron mantenerse en el número uno por 3 semanas no consecutivas.
- 2023: Flowers de Miley Cyrus estuvo en el número uno durante 4 semanas no consecutivas.
- 2024: Si antes te hubiera conocido de Karol G estuvo en el número uno durante 4 semanas no consecutivas.

## Eventos
- Los 40 Music Awards
- Los 40 Primavera Pop
- Los 40 Summer Live

## Frecuencias
Los 40 dispone en España de 139 emisoras FM, más una para Andorra.
Sus frecuencias pueden verse en el anexo.
Indicativo RDS PS: "LOS40", "Los40" o "Los 40". En alguna emisora todavía queda el antiguo: "CUARENTA "o "40P"  "40 + Ciudad." RDS PI (General): E235

## Imagen corporativa

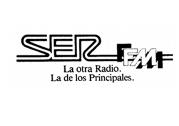
1966-1987
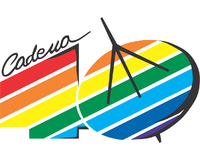
1987-1991
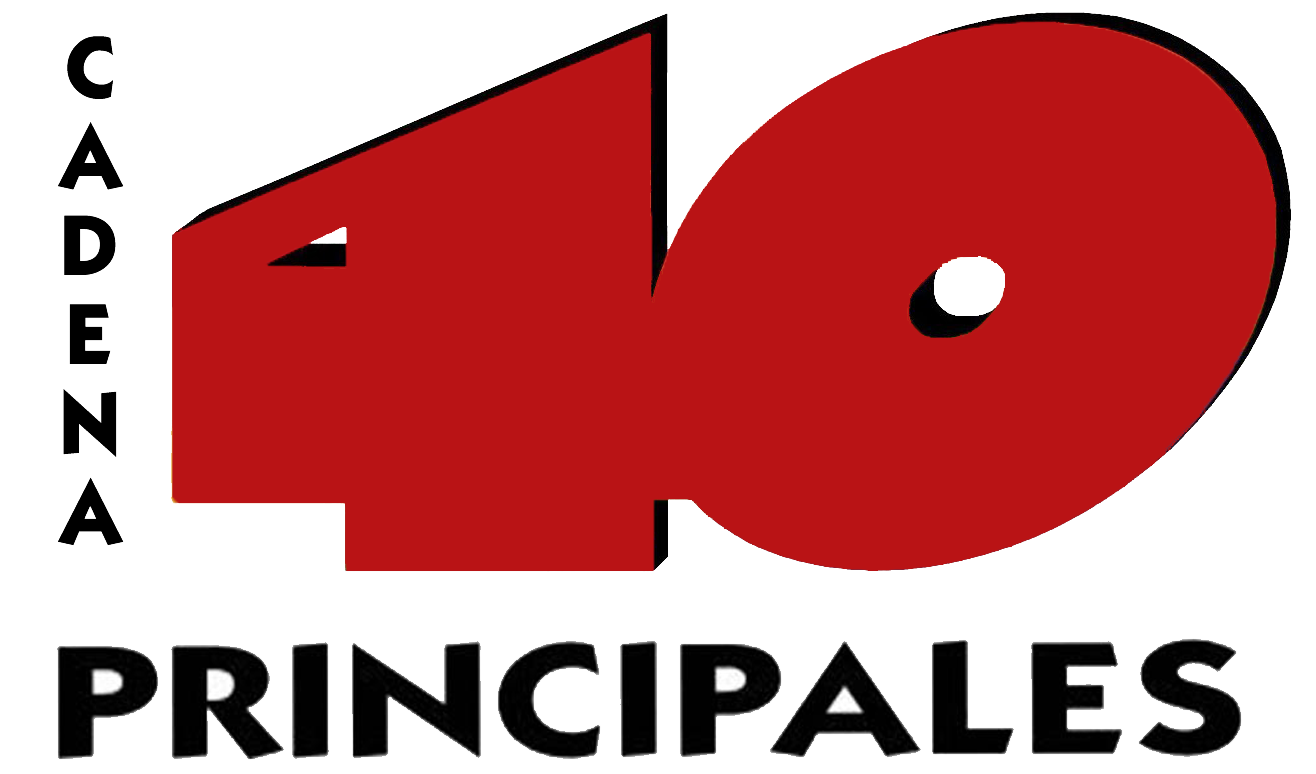
1991-1995
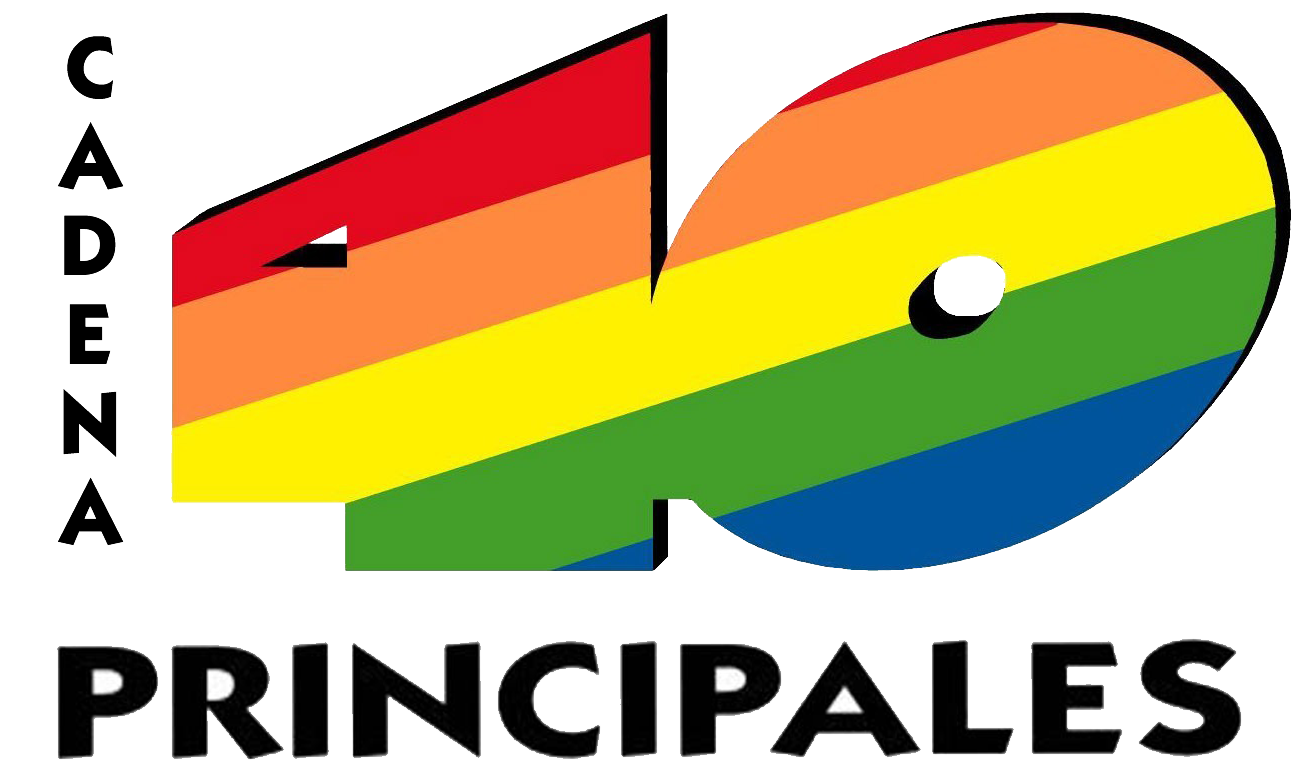
1995-2000
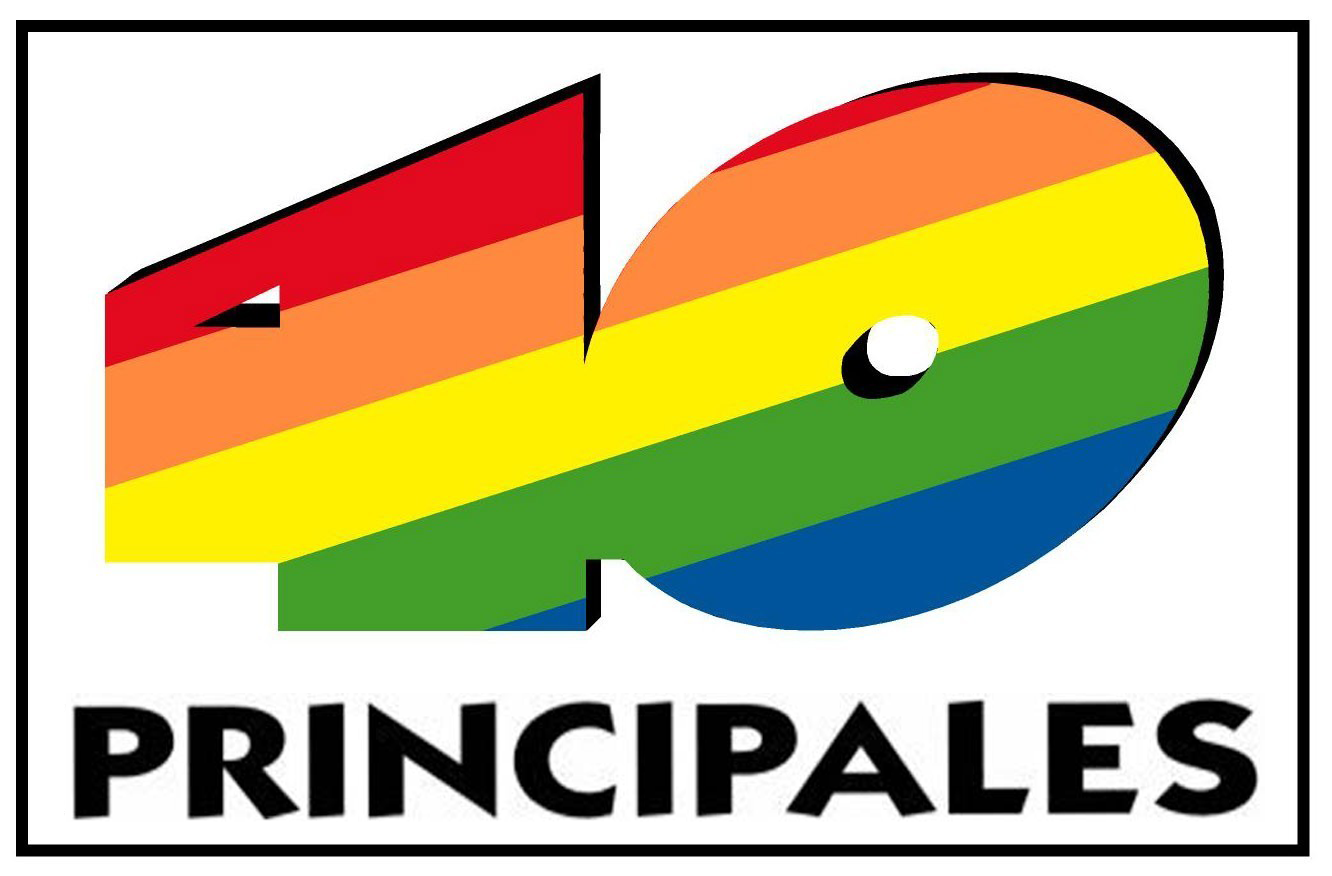
2000-2005
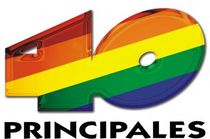
2005-2016
2016-actualidad

## Versiones internacionales
Los 40 como marca radiofónica, tiene emisoras en varios países, operadas por entidades que funcionan bajo licencia del Grupo PRISA o como empresa conjunta para usar la marca. Cada red de Los 40, transmite su propia señal nacional en su respectivo país. Los países que en la actualidad tienen red de Los 40 son: 
- Argentina.
- Chile.
- Costa Rica.
- Ecuador.
- Guatemala.
- Colombia.
- México.
- Panamá.
- República Dominicana
- USA

Novedades de frecuencias: 
- Colombia: a partir del 1 de julio de 2020 la directiva de Caracol Radio perteneciente al Grupo PRISA por temas coyunturales reemplazó LOS 40 Colombia por Oxígeno by Los 40, emisora de formato «urbano» bajo los géneros musicales de reguetón, bachata y electrónica, dejando su emisión por vía conectada a partir del 1 de agosto de 2020 a lo que han llamado «Los 40 Digital». Sin embargo, desde el 1 de julio de 2023 se dio el regreso de LOS40 a la frecuencia FM en reemplazo de LOS40 Urban Colombia en el espacio que antes también fue usado por Oxígeno by Los 40.
- República Dominicana: estuvo al aire hasta el 15 de noviembre de 2020, fue remplazada por 103.3 FM. En 7 de marzo de 2022, es reinsertada bajo la frecuencia 88.5.Santo Domingo Y 96.7 Toda Región Este País
- Ecuador: A partir del 12 de julio de 2023 y en su tercera etapa se emite en señal abierta para Riobamba en la frecuencia 95.7 FM y desde el 17 de julio de 2023 para Imbabura, norte de Pichincha y el sur de Carchi en la frecuencia 96.3 FM. Para las otras partes del país por se transmite por ahora vía conectada.
- USA: el 25 de abril se subió un video a la cuenta oficial de LOS40 anunciando que la emisora española llegaría por primera vez a Estados Unidos.[8] El 9 de junio la versión estadounidense del periódico El País anunciaba la llegada de la emisora a dicho país, por ahora, solo será en portal web y podcast.

Países donde antes tenía presencia: 
- Nicaragua: desde finales del año 2018 fue reemplazada por La Buenísima.
- Paraguay: permaneció al aire hasta el 1 de octubre de 2020, día en que su frecuencia pasó a ser una radio evangélica.